# Tom Sizemore
Thomas Edward "Tom" Sizemore, Jr. (født 29. november 1961, død 3. marts 2023) var en amerikansk film- og tv-skuespiller og producer. Han er kendt for sine roller i film som Saving Private Ryan, Pearl Harbor, og Black Hawk Down. Sizemore er også kendt for sine roller i kendte film som The Relic, True Romance, Natural Born Killers, Wyatt Earp og Devil in a Blue Dress.